# Filipijnse verkiezingen 1965
Op 19 november 1965 werden de Filipijnse verkiezingen 1965 georganiseerd. De Filipijnse stemgerechtigden kozen op deze dag op landelijk en lokaal niveau nieuwe bestuurders. Er werden verkiezingen gehouden voor de posities van president en vicepresident van de Filipijnen en tevens werden acht nieuwe leden van de Filipijnse Senaat gekozen en meer dan honderd afgevaardigden van het Filipijns Huis van Afgevaardigden. De nieuw gekozen senatoren en afgevaardigden vormden samen met de acht in de verkiezingen van 1961 gekozen senatoren en de acht in de verkiezingen van 1963 senatoren het 6e Filipijns Congres. Verantwoordelijk voor de uitvoering van deze verkiezingen was het onafhankelijke orgaan COMELEC. 

## Presidentsverkiezingen
Aan de presidentsverkiezingen van 1965 deden 12 kandidaten mee. Hoewel dit aantal hoger was dan bij elk van de voorgaande presidentsverkiezingen, ging de strijd slechts tussen de kandidaat van de Liberal Party, zittend president Diosdado Macapagal en die van de Nacionalista Party, Ferdinand Marcos. Marcos zou de strijd uiteindelijk met een kleine marge winnen.
| Nr. | Kandidaat            | Politieke partij                      | Aantal stemmen |
| --- | -------------------- | ------------------------------------- | -------------- |
| 1.  | Ferdinand Marcos     | Nacionalista Party                    | 3.861.324      |
| 2.  | Diosdado Macapagal   | Liberal Party                         | 3.187.752      |
| 3.  | Raul Manglapus       | Progressive Party                     | 384.564        |
| 4.  | Gaudencio Bueno      | New Leaf Party                        | 199            |
| 5.  | Aniceto A. Hidalgo   | NLP                                   | 156            |
| 6.  | Segundo B. Baldovi   | Partido ng Bansa                      | 139            |
| 7.  | Nic V. Garces        | People’s Progressive Democratic Party | 130            |
| 8.  | German F. Villanueva | Onafhankelijk                         | 106            |
| 9.  | Guillermo M. Mercado | Labor                                 | 27             |
| 9.  | Antonio Nicolas jr.  | Allied Party                          | 27             |
| 11. | Blandino P. Ruan     | Philippine Pro-Socialist Party        | 6              |
| 12. | Praxedes Floro       | Onafhankelijk                         | 1              |
|     |                      |                                       |                |

## vicepresidentsverkiezingen
Ook bij de verkiezingen van de vicepresident verloeg de kandidaat van de Nacionalista’s, Fernando Lopez, de kandidaat van de Liberal Party, Gerardo Roxas.
| Nr. | Kandidaat        | Politieke partij   | Aantal stemmen |
| --- | ---------------- | ------------------ | -------------- |
| 1.  | Fernando Lopez   | Nacionalista Party | 5.001.737      |
| 2.  | Gerardo M. Roxas | Liberal Party      | 3.504.826      |
| 3.  | Manuel Manahan   | Progressive Party  | 247.426        |
|     |                  |                    |                |

## Senaatsverkiezingen
| Nr. | Kandidaat                | Politieke partij              | Aantal stemmen |
| --- | ------------------------ | ----------------------------- | -------------- |
| 1.  | Jovito Salonga           | Liberal Party                 | 3.629.834      |
| 2.  | Alejandro Almendras      | Nacionalista Party            | 3.472.689      |
| 3.  | Genaro Magsaysay         | Nacionalista Party            | 3.463.459      |
| 4.  | Sergio Osmeña jr.        | Liberal Party                 | 3.234.966      |
| 5.  | Eva Estrada              | Nacionalista Party            | 3.494.000      |
| 6.  | Dominador Aytona         | Nacionalista Party            | 3.037.666      |
| 7.  | Lorenzo Tañada           | Nationalist Citizens' Party   | 3.014.618      |
| 8.  | Wenceslao Lagumbay       | Nacionalista Party            | 2.972.525      |
| 9.  | Cesar Climaco            | Liberal Party                 | 2.968.958      |
| 10. | Estanislao Fernandez     | Liberal Party                 | 2.846.320      |
| 11. | Constancio Castañeda     | Nacionalista Party            | 2.814.032      |
| 12. | Ramon Bagatsing          | Liberal Party                 | 2.774.621      |
| 13. | Bartolome Cabangbang     | Nacionalista Party            | 2.668.431      |
| 14. | Alejandro Roces          | Liberal Party                 | 2.663.852      |
| 15. | Ramon Diaz               | Liberal Party                 | 2.620.073      |
| 16. | Lucas Paredes            | Liberal Party                 | 2.419.573      |
| 17. | Vicente Araneta          | Party for Philippine Progress | 500.795        |
| 18. | Amelio Mutuc             | Onafhankelijk                 | 413.074        |
| 19. | Jose Feria               | Party for Philippine Progress | 335.119        |
| 20. | Benjamin Gaston          | Party for Philippine Progress | 149.057        |
| 21. | Dionisio Ojeda           | Party for Philippine Progress | 143.681        |
| 22. | Magdaleno Estrada        | New Leaf Party                | 8.766          |
| 23. | Epifanio Talania         | Partido ng Bansa              | 3.007          |
| 24. | German Carbonel          | Partido ng Bansa              | 1.830          |
| 25. | Toribia S. Valino        | Partido ng Bansa              | 1.750          |
| 26. | Jose Villavisa           | Partido ng Bansa              | 1.604          |
| 27. | Teodoro Gosuico sr.      | Partido ng Bansa              | 1.153          |
| 28. | Genovevo Baynosa         | New Leaf Party                | 1.103          |
| 29. | Leoncio Wico Pagdanganan | Partido ng Bansa              | 113            |
|     |                          |                               |                |